# ساکت‌شده (فیلم ۲۰۱۱)
ساکت‌شده (کره ای: 도가니؛ انگلیسی: The Crucible) فیلمی درام و محصول سال ۲۰۱۱ کره جنوبی است که براساس رمان «بوتهٔ آزمایش» نوشتهٔ گونگ جی‌یانگ ساخته شده است. گونگ یو و جانگ یومی نقش‌های اصلی این فیلم هستند. رمان اصلی و فیلم مبتنی بر وقایعی است که در مدرسهٔ ناشنوایان گوانگجو این‌هوا اتفاق افتاد؛ جایی که دانش‌آموزان جوان ناشنوا توسط اعضای هیئت علمی به صورت مکرر تحت آزار جنسی قرار می‌گرفتند. این آزارها در یک دورهٔ پنج ساله و و در دههٔ ۲۰۰۰ افتاد.
با وجود اینکه قانون و دادگاه که به معلمان کمترین مجازات را داد، با انتشار این فیلم در سپتامبر ۲۰۱۱، خشم عمومی برانگیخته شد و درنهایت منجر به آغاز مجدد تحقیقات در مورد این حوادث شد. با بیش از چهار میلیون نفری که این فیلم را تماشا کردند، تقاضا برای اصلاح قانون‌گذاری سرانجام به مجلس شورای ملی کره جنوبی رسید؛ جایی که لایحهٔ اصلاح شده با نام «لایحه دگانی» در اواخر اکتبر ۲۰۱۱ تصویب شد تا اساسنامهٔ محدودیت پیگیری در مورد جنایات جنسی علیه خردسالان و معلولین را لغو کند.